# João Jório
João Jório (ur. 29 listopada 1886 w Rio de Janeiro, zm. ?) – brazylijski piłkarz wodny i wioślarz, olimpijczyk.
Brał udział w igrzyskach olimpijskich w 1920 (Antwerpia), na których wystąpił w piłce wodnej i wioślarstwie. Startował w czwórce ze sternikiem, w której Brazylia odpadła w wyścigu eliminacyjnym z czasem 7:25,4; był to jednak szósty wynik spośród ośmiu startujących ekip. W piłce wodnej brał udział w dwóch meczach z Francją i Szwecją, w których strzelił dwa gole (obydwa z Francją). Jego drużyna nie zdobyła jednak medalu.